# خولیو هرنان روسی
خولیو هرنان روسی (اسپانیایی: Julio Hernán Rossi‎؛ زادهٔ ۲۲ فوریهٔ ۱۹۷۷) بازیکن فوتبال اهل آرژانتین است.

## باشگاهی
از باشگاه‌هایی که در آن بازی کرده‌است می‌توان به باشگاه فوتبال ریور پلاته، باشگاه فوتبال نانت، باشگاه فوتبال بازل، باشگاه فوتبال آویسپا فوکوئوکا و باشگاه فوتبال لوگانو اشاره کرد.